# José Carlos Gonçalves Rodrigues
José Carlos Gonçalves Rodrigues  ( em grego:  Ζοζέ Κάρλος Γκονσάλβες Ροντρίγκες    ) (Lisboa - 31 de agosto de 1988), conhecido como Zeca (em grego:  Ζέκα), é um ex-jogador de futebol profissional que atuava como meia. 

## Vida Pessoal

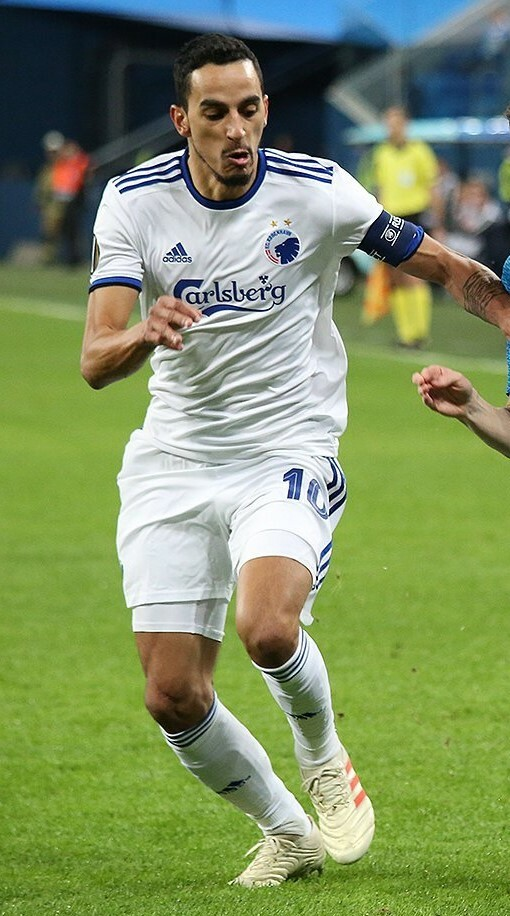

Joga principalmente como meio - campista, mas também como lateral-direito .  
Ele passou a maior parte de sua carreira na Grécia no Panathinaikos, depois de ter começado na Casa Pia, participando de mais de 200 partidas competitivas pelo antigo clube e vencendo a Copa da Grécia de 2014 . Em 2017, ele assinou com Copenhague . 
Nascido em Portugal, Zeca tornou-se cidadão grego em março de 2017  e começou a representar sua equipe nacional no mesmo ano. 

## Carreira

### Setúbal
Nascido em Lisboa, Zeca iniciou sua carreira na Casa Pia AC local, ingressando no sistema juvenil do clube aos 10 anos e promovendo a quarta divisão em sua primeira temporada como sênior. No verão de 2010, ele foi direto para a Primeira Liga, assinando com Vitória de Setúbal . 

### Panathinaikos
Em 29 de julho de 2011, Zeca assinou um contrato de quatro anos com os gigantes gregos Panathinaikos FC por uma taxa de € 400.000,   já que o clube foi treinado pelo compatriota Jesualdo Ferreira .  Ele jogou todos os 30 jogos da liga em 2012–13, mas Pana só conseguiu terminar em sexto lugar. Após uma grande reconstrução para a campanha seguinte, ele foi um dos poucos sobreviventes. 

### Copenhagen
Em 28 de agosto de 2017, o Panathinaikos chegou a um acordo formal com o FC Copenhagen para a transferência do Zeca para o clube dinamarquês,  por uma taxa que se acredita estar na região de 1,5 milhões de euros.  O jogador assinou um contrato de quatro anos, com um salário anual de € 1 milhão.  Em sua estreia, em 9 de setembro, ele marcou em uma vitória em casa por 4 a 3 sobre o FC Midtjylland . 
Tendo completado cinco anos de residência e status profissional na Grécia, Zeca se tornou elegível para sua cidadania no início de 2017. Ele passou nos exames relevantes de idioma e história em novembro de 2016, tornando-se disponível para o técnico da seleção nacional Michael Skibbe no meio da campanha de qualificação para a Copa do Mundo da FIFA 2018 .   Ele ganhou sua primeira tampa em 25 de Março de 2017, aproximando-se como um substituto tarde em um 1-1 fora empate contra a Bélgica ;  no jogo de volta, em 3 de setembro daquele ano, ele marcou seu primeiro gol em uma derrota por 1 a 2 no Pireu . 